# Центрархові
Центрархові, або вухаті окуні (Centrarchidae) — одна з родин ряду окунеподібних. Родина містить 12 родів з 30 видами, що населяють північноамериканський континент. Яскраве забарвлення верхньої частини зябрової кришки дало родині назву «вухаті окуні».

## Роди
- Acantharchus — Болотяний сонячний окунь
- Ambloplites — Американський кам'яний окунь
- Archoplites
- Centrarchus — Вухатий окунь
- Enneacanthus
- Lepomis — Сонячний окунь
- Micropterus — Чорний окунь
- Pomoxis